# Posavec
Posavec je naselje v Občini Radovljica, ki leži neposredno ob reki Savi, po kateri je najverjetneje dobilo tudi ime.